# مزدوج
در ریاضیات منظور از مزدوج یک دوجمله‌ای، بیان {\displaystyle a+b{\sqrt {d}}} به فرم {\displaystyle a-b{\sqrt {d}},} است.
از نکات مهم راجع به دوجمله ای‌های مزدوج می‌توان به این مورد اشاره کرد که در صورت ضرب یک دوجمله ای در مزدوجش، عبارت رادیکالی از بین می‌رود. به‌طور مثال در فرم معرفی شده فوق، پس از ضرب، {\displaystyle {\sqrt {d}}} حذف می‌شود؛ که این موضوع در روابط زیر نشان داده شده‌است (البته توجه کنید که d ظاهر خواهد شد).
{\displaystyle (a+b{\sqrt {d}})(a-b{\sqrt {d}})=a^{2}-db^{2},}
و
{\displaystyle (a+b{\sqrt {d}})+(a-b{\sqrt {d}})=2a,}
همچنین در صورت جمع کردن دو جمله ای مزدوج قسمت رادیکالی (با توجه به اینکه قرینه یکدیگرند) حذف می‌شوند؛ و در صورت تفاضل، فقط قسمتی که عبارت رادیکالی دارد باقی می‌ماند.